# Варіант тексту
Варіант тексту — одна з декількох редакцій літературного твору; видозміна будь-якої частини твору (варіанти окремих слів, рядків, глав).

Текстові відмінності між авторськими рукописами, копіями, списками чи друкованими виданнями одного і того ж твору.

У сучасній літературній практиці найбільш поширене розуміння варіанту, як авторської правки, спрямованої на поліпшення якості художнього твору.
Варіантами тексту називають також стилістичні або композиційні видозміни тексту внаслідок усної його передачі з покоління в покоління, належності мовців до різних соціальних чи територіальних спільнот. Так, тексти фольклорних творів, які відрізняються від інваріанта або стосуються одночасного виконання, групуються у редакції та версії, підпорядковані місцевим традиціям чи школам.
Відомі, наприклад, вісімнадцять варіантів української думи «Втеча трьох братів із города Азова, з турецької неволі», чотирнадцять — «Бідна вдова і три сини», дванадцять — «Сестра і брат», вісім — «Проводи козака», сім — «Маруся Богуславка» тощо.